# Нефтопродукт
Нефтопродуктите са материали, произведени от суров нефт (петрол). Обикновено това става в нефтени рафинерии. За разлика от петролните дестилати, които са точно определени чисти химични съединения, нефтопродуктите са сложни смеси. По-голямата част от нефта се превръща в нефтени продукти, които включват няколко класа горива.
Според състава на суровия нефт и в зависимост от търсенето на пазара, рафинериите могат да произвеждат различни нефтопродукти. Най-големият дял на нефтопродукти се използва като „преносители на енергия“, например различни видове мазут и бензин. Тези горива включват или могат да бъдат смесени, за да се получи керосин, дизел и други тежки горива. По-тежките (по-малко летливите) частици също могат да бъдат използвани за производство на асфалт, катран, парафин, смазки и други тежки масла. Рафинериите, също така, произвеждат други химикали, някои от които се използват в химични процеси за получаването на пластмаси и други полезни материали. Тъй като петролът често съдържа няколко процента молекули, съдържащи сяра, последната често се произвежда като вторичен продукт. Въглерод, под формата на петролен кокс, и водород също могат да се произвеждат като нефтени продукти. Произведеният водород често се използва като междинен продукт за други процеси в нефтената рафинерия, като например крекинг и хидрообезсеряване.

## Продукти
Нефтените рафинерии смесват различни суровини, добавят подходящи добавки, предоставят краткосрочно съхранение и приготвят за масово товарене на камиони, баржи, кораби и влакове.
- Газови горива като пропан, съхранявани и превозвани течни и под налягане в специализирани влакове към дистрибутори.
- Течни смесени горива (автомобилен бензин, керосин, дизелово гориво, бои, почистващи препарати). Превозват се чрез баржи, влакове или танкери. Могат да се превозват регионално чрез специални тръбопроводи, особено самолетно гориво до големи летища.
- Смазки (леки машинни масла, моторни масла, грес, добавящи вискозитетни стаблизатори), обикновено транспортирани заедно към опаковъчни предприятия.
- Парафин, използван при пакетирането на замразени храни. Могат да се превозват заедно до опаковъчни предприятия.
- Суров восък, съставен от смес от нефт и восък, използван като предшественик на парафина, свещи, покрития против ръжда и парни бариери.
- Сяра, вторичен продукт от премахването на сярата от петрола, съдържат процент сероорганични съединения.
- Катран, за превозване към опъковъчни предприятия и за използване при строежи на покриви.
- Асфалт, използван като спойка за чакъл при образуването на асфалтобетон, който се използва в пътните настилки и други.
- Петролен кокс, използван в някои въглеродни продукти, като например електроди или като твърдо гориво.
- Петролни дестилати и суровини за производство на полимери и фармацевтични продукти. Такива са например етилена и бензен-толуен-ксилените.

## Вторични продукти
Над 6000 артикули се произвеждат от вторични продукти на петрола. Сред тях са торове, покрития за подове, парфюми, инсектициди, петролатум, сапун и други.

## Галерия
- Суров нефт.
- Бутилки с втченен пропан-бутан.
- Бензин.
- Керосин.
- Дизелово гориво.
- Моторно масло.
- Купчина с агрегат от асфалт за направа на асфалтобетон.
- Сяра.